# سد نوروزلو
سد انحرافی نوروزلو در استان آذربایجان غربی و در شهرستان شاهین دژ قرار دارد
این سد در سال ۱۳۴۶ توسط یک شرکت اتریشی بر روی رودخانه زرینه رود ساخته شد و آبیاری ۸۵ هزار هکتار از اراضی میاندوآب به آن وابسته است. سطح دریاچه این سد ۱۰۰۰ هکتار و ظرفیت آن در ارتفاع سرریز برابر ۱۴ میلیون متر مکعب برآورد شده است. تأسیسات انتقال آب زرینه رود به تبریز و دیگر شهرهای استان آذربایجان شرقی نیز در این محل قرار دارد. منطقه حفاظت شده تالاب نوروزلو در محل دریاچهٔ این سد قرار دارد.